# Академия F1
Академия F1 (англ. F1 Academy) — полностью женский формульный чемпионат для молодых гонщиц. Первый сезон Академии F1 стартовал в 2023 году этапом Шпильберг. Первый этап сезона 2023 года состоялся 28-29 апреля 2023 года на австрийской трассе Ред Булл Ринге, финальный этап состоялся в США 20-22 октября 2023 года на Трассе Америк. В первом сезоне принимали участие 15 гонщиц, которые участвовали в семи этапах по 3 гонки в каждом. В дебютном сезоне были представлены 5 команд, каждая команда выставила по три машины. Турнир проводится в рамках гонок поддержки Формулы-1 с 2023 года.
Действующей чемпионкой является британская гонщица Эбби Пуллинг из команды Rodin Motorsport, в командном зачёте победу одержала команда Prema Racing

## История
Академия F1 была публично запущена 18 ноября 2022 года. Турнир создан специально для молодых гонщиц, чтобы поддержать их гоночную карьеру и предоставить им всё необходимое для перехода в более высокие формульные серии.
Серию будет финансировать руководитель Формулы-2 и Формулы-3 Бруно Мишель.
Формула-1 предоставит стоимость каждой машины в размере 150 000 евро, такую же сумму должны заплатить участницы, остальной бюджет заплатят команды.
1 марта 2023 года Сьюзи Вольфф была назначена управляющим директором Академии F1.
В сезоне 2024 года все 10 команд Формулы-1 будут поддерживать по одной гонщице, а также машины поддерживаемых гонщиц будут окрашены в ливреи команд. Остальные пять гонщиц будут поддерживаться партнёрами по серии.

## Формат чемпионата
В дебютном cезоне 2023 года состоялись семь этапов, по три гонки в каждом этапе, а также 15 дней официальных тестов. Европейские заезды прошли независимо от формульных Гран-при, а этап в Америке состоялся в рамках гонок поддержки Гран-при США.
31 марта 2023 года генеральный директор Формулы-1 Стефано Доменикали объявил, что сезон 2024 года будет проходить исключительно как гонки поддержки Формулы-1, присоединившись к Формуле-2, Формуле-3 и Суперкубку Porsche в рамках законопроекта о поддержке. Незадолго до старта сезона было объявлено, что количество гонок в каждом этапе сократится с трёх до двух, из за слишком плотного графика чемпионата Формулы-1, для которого чемпионат Академия F1 становится гонкой поддержки. Таким образам с сезона 2024 года проходит 14 гонок, а не 21, как это было в дебютном сезоне 2023 года.
Начиная с сезона 2024 года гонщицы Академия F1 по итогу сезона получают очки Cуперлицензии FIA. Очки суперлицензии FIA присуждались первым пяти местам в итоговой классификации чемпионата. Так же со второго сезона гонщицы, не имеющие постоянного контракта, получили возможность выступить по Уайлд-кард.
В сезоне 2025 года к пяти командам чемпионата присоединилась шестая команда Hitech Grand Prix. Hitech выступает в партнёрстве с Toyota Gazoo Racing и именуется Hitech TGR. С приходом шестой команды стартовая решётка увеличилась с 15 участниц до 18. Постоянных участниц имеющих контракт с командами 17, одно место зарезервировано для гонщиц участвующих по уайлд-кард.

## Регламент

### Гоночный уик-энда

#### Тренировки и квалификации
С сезона 2025 года каждый этап включает в себя один либо два сеанса тренировок (в зависимости от загруженности уикенда) продолжительностью 40 минут каждый и два квалификационных заезда, каждый по 30 минут. Квалификация формирует стартовую решётку обеих гонок. В первой гонке гонщицы стартуют в реверсивном порядке. Первые восемь мест стартуют перевёрнутой решёткой, гонщица заработавшая поул-позиции уйдёт в гонку с восьмого места, а гонщица с восьмого с первой строчки, так же и со всеми остальными позициями. Начиная с девятого места гонщицы стартуют в том порядке в котором квалифицировались. Во второй гонке гонщицы стартуют согласно заработанным местам в квалификации.

#### Основные заезды
Обе гонки рассчитаны на определённое количество кругов на трассе, согласно временному интервалу, исходя из количества кругов, которые обычно завершаются в течение тридцати минут, плюс один круг. Все гонщицы участницы Академии F1 должны иметь международную лицензию FIA класса B, C или D..

### Система начисления очков

#### Сезон 2023 года
В первой и третьей гонке начисления очков происходило первой десятке гонщиц. Во второй, спринтерской гонке, очки начислялись первым восьми гонщицам. Также в первой и третьей гонке гонщица, занявшая поул-позицию получила 2 очка. Во всех трёх гонках гонщица, установившая лучший круг, получила одно очко, при условии, что она финишировала в первой десятке. Если гонщица, установившая лучшее время круга не попала в первые 10 мест или проехала менее 50 % дистанции, то очко за лучший круг не присуждалось.
| Система начисления очков в 1 и 3 гонке | Система начисления очков в 1 и 3 гонке | Система начисления очков в 1 и 3 гонке | Система начисления очков в 1 и 3 гонке | Система начисления очков в 1 и 3 гонке | Система начисления очков в 1 и 3 гонке | Система начисления очков в 1 и 3 гонке | Система начисления очков в 1 и 3 гонке | Система начисления очков в 1 и 3 гонке | Система начисления очков в 1 и 3 гонке | Система начисления очков в 1 и 3 гонке | Система начисления очков в 1 и 3 гонке | Система начисления очков в 1 и 3 гонке | Система начисления очков в 1 и 3 гонке |
| Место                                  | 1                                      | 2                                      | 3                                      | 4                                      | 5                                      | 6                                      | 7                                      | 8                                      | 9                                      | 10                                     |                                        | ПП                                     | БК                                     |
| -------------------------------------- | -------------------------------------- | -------------------------------------- | -------------------------------------- | -------------------------------------- | -------------------------------------- | -------------------------------------- | -------------------------------------- | -------------------------------------- | -------------------------------------- | -------------------------------------- | -------------------------------------- | -------------------------------------- | -------------------------------------- |
| Очки                                   | 25                                     | 18                                     | 15                                     | 12                                     | 10                                     | 8                                      | 6                                      | 4                                      | 2                                      | 1                                      | 2                                      | 1                                      |                                        |

| Система начисления очков в спринте | Система начисления очков в спринте | Система начисления очков в спринте | Система начисления очков в спринте | Система начисления очков в спринте | Система начисления очков в спринте | Система начисления очков в спринте | Система начисления очков в спринте | Система начисления очков в спринте | Система начисления очков в спринте | Система начисления очков в спринте |
| Место                              | 1                                  | 2                                  | 3                                  | 4                                  | 5                                  | 6                                  | 7                                  | 8                                  |                                    | БК                                 |
| ---------------------------------- | ---------------------------------- | ---------------------------------- | ---------------------------------- | ---------------------------------- | ---------------------------------- | ---------------------------------- | ---------------------------------- | ---------------------------------- | ---------------------------------- | ---------------------------------- |
| Очки                               | 10                                 | 8                                  | 6                                  | 5                                  | 4                                  | 3                                  | 2                                  | 1                                  | 1                                  |                                    |

#### Сезон 2024 года
В сезоне 2024 года количество заездов было сокращено, из за этого система начислений очков за спринт перестала быть актуальной. В обеих гонках начисления очков происходило первой десятке гонщиц. Гонщица, занявшая поул-позицию получила 2 очка. В обеих гонках гонщица, установившая лучший круг, получила одно очко, при условии, что она финишировала в первой десятке. Если гонщица, установившая лучшее время круга не попала в первые 10 мест или проехала менее 50 % дистанции, то очко за лучший круг не присуждалось.
| Система начисления очков | Система начисления очков | Система начисления очков | Система начисления очков | Система начисления очков | Система начисления очков | Система начисления очков | Система начисления очков | Система начисления очков | Система начисления очков | Система начисления очков | Система начисления очков | Система начисления очков | Система начисления очков |
| Место                    | 1                        | 2                        | 3                        | 4                        | 5                        | 6                        | 7                        | 8                        | 9                        | 10                       |                          | ПП                       | БК                       |
| ------------------------ | ------------------------ | ------------------------ | ------------------------ | ------------------------ | ------------------------ | ------------------------ | ------------------------ | ------------------------ | ------------------------ | ------------------------ | ------------------------ | ------------------------ | ------------------------ |
| Очки                     | 25                       | 18                       | 15                       | 12                       | 10                       | 8                        | 6                        | 4                        | 2                        | 1                        | 2                        | 1                        |                          |

#### С cезона 2025 года
С сезона 2025 года снова произошло изменение в начислении очков. В первой гонке очки будет присуждаться первой восьмерке гонщиц как в спринте первого сезона. Во второй гонке начисления очков не изменится и будет начисляться первой десятке гонщиц. Гонщица, занявшая поул-позицию на старте второй гонки получит 2 очка. В обеих гонках гонщица, установившая лучший круг, получит одно очко, при условии, что она финишировала в первой восьмёрке первой гонки и первой десятке второй гонки. Если гонщица, установившая лучшее время круга не попала в первые 8 и 10 мест или проехала менее 50 % дистанции, то очко за лучший круг присуждаться не будет.
| Система начисления очков в 1 гонке | Система начисления очков в 1 гонке | Система начисления очков в 1 гонке | Система начисления очков в 1 гонке | Система начисления очков в 1 гонке | Система начисления очков в 1 гонке | Система начисления очков в 1 гонке | Система начисления очков в 1 гонке | Система начисления очков в 1 гонке | Система начисления очков в 1 гонке | Система начисления очков в 1 гонке |
| Место                              | 1                                  | 2                                  | 3                                  | 4                                  | 5                                  | 6                                  | 7                                  | 8                                  |                                    | БК                                 |
| ---------------------------------- | ---------------------------------- | ---------------------------------- | ---------------------------------- | ---------------------------------- | ---------------------------------- | ---------------------------------- | ---------------------------------- | ---------------------------------- | ---------------------------------- | ---------------------------------- |
| Очки                               | 10                                 | 8                                  | 6                                  | 5                                  | 4                                  | 3                                  | 2                                  | 1                                  | 1                                  |                                    |

| Система начисления очков во 2 гонке | Система начисления очков во 2 гонке | Система начисления очков во 2 гонке | Система начисления очков во 2 гонке | Система начисления очков во 2 гонке | Система начисления очков во 2 гонке | Система начисления очков во 2 гонке | Система начисления очков во 2 гонке | Система начисления очков во 2 гонке | Система начисления очков во 2 гонке | Система начисления очков во 2 гонке | Система начисления очков во 2 гонке | Система начисления очков во 2 гонке | Система начисления очков во 2 гонке |
| Место                               | 1                                   | 2                                   | 3                                   | 4                                   | 5                                   | 6                                   | 7                                   | 8                                   | 9                                   | 10                                  |                                     | ПП                                  | БК                                  |
| ----------------------------------- | ----------------------------------- | ----------------------------------- | ----------------------------------- | ----------------------------------- | ----------------------------------- | ----------------------------------- | ----------------------------------- | ----------------------------------- | ----------------------------------- | ----------------------------------- | ----------------------------------- | ----------------------------------- | ----------------------------------- |
| Очки                                | 25                                  | 18                                  | 15                                  | 12                                  | 10                                  | 8                                   | 6                                   | 4                                   | 2                                   | 1                                   | 2                                   | 1                                   |                                     |

### Распределение очков суперлицензии FIA
С сезона 2024 года гонщицы Академии F1 по итогу сезона получают очки Cуперлицензии FIA. Очки суперлицензии FIA присуждались первым пяти местам в итоговой классификации чемпионата следующим образом.
| Очки | 10 | 7 | 5 | 3 | 1 |

## Характеристики автомобилей
В академии F1 эксплуатируется автомобиль Tatuus F4-T421, производства итальянской компанией Tatuus и одобренные Международной автомобильной федерацией для использования в чемпионатах класса Формула-4 начиная с 2022 года. Автомобиль представляет собой карбоновый монокок, соответствующий стандарту безопасности FIA F4 2021. Имеет 1,4-литровый двигатель с турбонаддувом и предохранительное Halo над местом гонщика, аэродинамику оптимизированную для облегчения обгона, максимальная скорость 240 км/ч, разгон до 100 км/ч составляет 3,6 секунды.

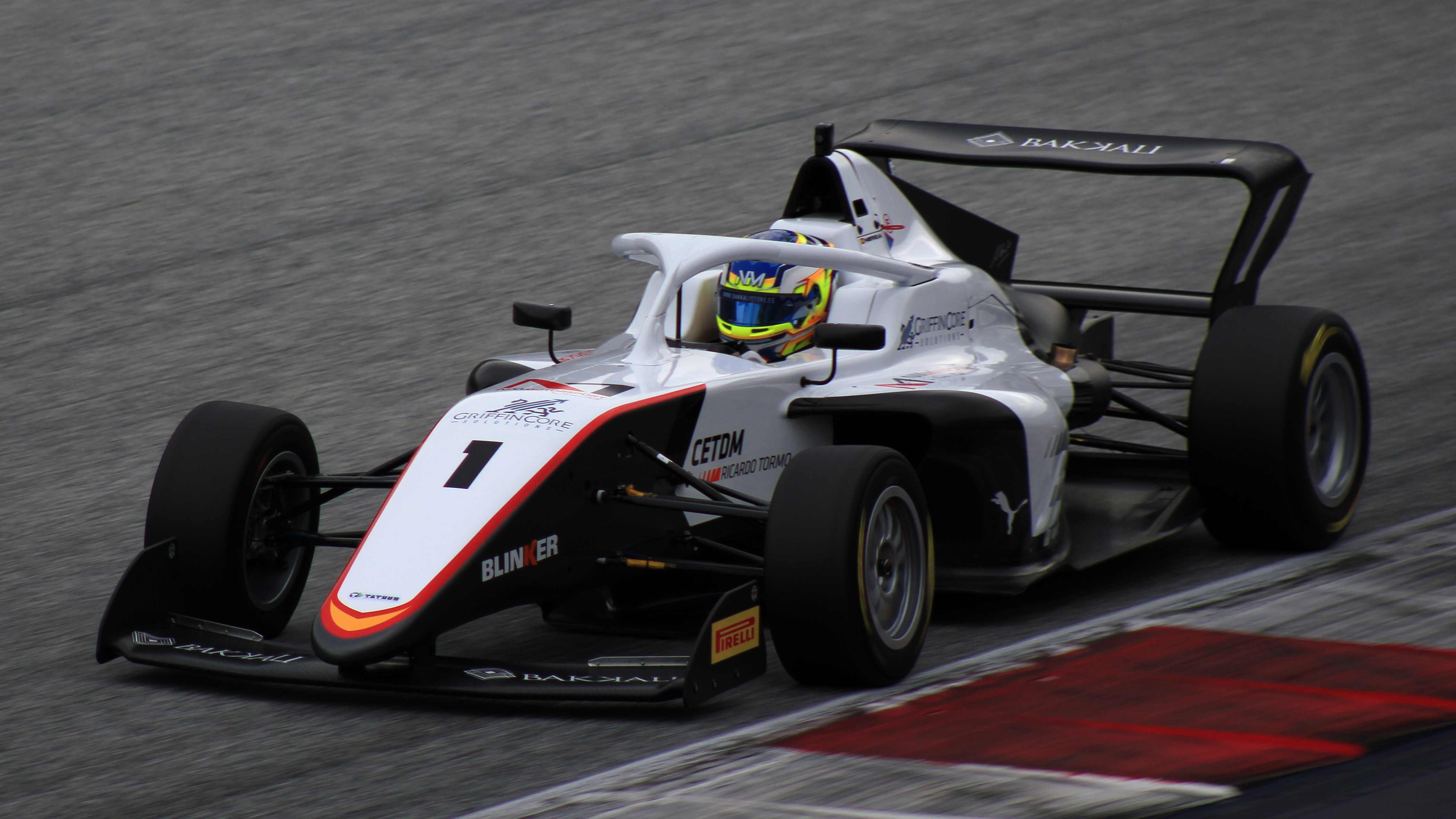
Пример автомобиля Tatuus F4-T421 Академии F1, пилотируемый Нереей Марти

| Гоночный автомобиль   | Технические данные |
| --------------------- | --- |
| Конструкция шасси     | Tatuus Спецификации T-421-F1A 2022 карбоновый монокок                                                                                                   |
| Объём двигателя       | 4-цилиндровый турбированный двигатель мощностью 174 л.с производства Autotecnica Motori                                                                 |
| Доставка топлива      | Прямой впрыск топлива |
| Весовая классификация | Не более 570 килограмм, по стандартам F4 |
| Ширина                | 1510 миллиметров (спереди), 1460 миллиметров (сзади), по стандартам F4                                                                                  |
| Колёсная база         | 2750 миллиметров, по стандартам F4 |
| Трансмиссия           | Электрическая система переключения передач, управление Magneti Marelli. Индивидуальная 6-и ступенчатая cеквентальная, продольная коробка передач SADEV. |
| Подвеска              | Передняя и задняя: двойной поперечный рычаг с толкателями, с двумя нерегулируемыми амортизаторами, регулируемым стабилизатором поперечной устойчивости. |
| Тормозная система     | 4-х поршневые, вентилируемые, алюминиевые тормозные диски                                                                                               |

## Трассы
| Места проведения  | Места проведения  | Места проведения  | Сезоны           |
| Трассы            | Населённые пункты | Страны            | Сезоны           |
| ----------------- | ----------------- | ----------------- | ---------------- |
| Зандворт          | Зандворт          | Нидерланды        | 2023, 2024, 2025 |
| Джидда            | Джидда            | Саудовская Аравия | 2024—2025        |
| Майами            | Майами-Гарденс    | США               | 2024—2025        |
| Марина-Бей        | Марина-Бей        | Сингапур          | 2024—2025        |
| им. Жиля Вильнёва | Монреаль          | Канада            | 2025             |
| Лас-Вегас         | Парадайс          | США               | 2025             |
| Шанхай            | Цзядин            | Китай             | 2025             |

| Места проведения    | Места проведения  | Места проведения | Сезоны    |
| Трассы              | Населённые пункты | Страны           | Сезоны    |
| ------------------- | ----------------- | ---------------- | --------- |
| Барселона-Каталунья | Монмело           | Испания          | 2023—2024 |
| Америк              | Остин             | США              | 2023      |
| Монца               | Монца             | Италия           | 2023      |
| Поль Рикар          | Ле-Кастелле       | Франция          | 2023      |
| Ред Булл Ринг       | Шпильберг         | Австрия          | 2023      |
| Рикардо Тормо       | Валенсия          | Испания          | 2023      |
| Лусаил              | Лусаил            | Катар            | 2024      |
| Яс Марина           | Абу-Даби          | ОАЭ              | 2024      |

## Чемпионки и призёрши

### Личный зачёт
| Сезон      | Чемпионки | Чемпионки    | Поул | Победы | Подиум | Лучший круг | Очки | Гонки    | 2 место    | Очки | 3 место           | Очки |
| ---------- | --------- | ------------ | ---- | ------ | ------ | ----------- | ---- | -------- | ---------- | ---- | ----------------- | ---- |
| 2023       |           | Марта Гарсия | 5    | 7      | 12     | 6           | 278  | 21 из 21 | Лена Бюлер | 222  | Хамда Аль-Кубаиси | 207  |
| 2024       |           | Эбби Пуллинг | 10   | 9      | 14     | 6           | 338  | 14 из 15 | Дориан Пен | 217  | Майя Вег          | 177  |
| Источники: |           |              |      |        |        |             |      |          |            |      |                   |      |

### Командный зачёт
| №          | Сезон | Победители   | Очки | 2 место          | Очки | 3 место       | Очки |
| ---------- | ----- | ------------ | ---- | ---------------- | ---- | ------------- | ---- |
| 1          | 2023  | Prema Racing | 419  | MP Motorsport    | 411  | Rodin Carlin  | 320  |
| 2          | 2024  | Prema Racing | 425  | Rodin Motorsport | 385  | Campos Racing | 292  |
| Источники: |       |              |      |                  |      |               |      |

## Сезоны

### Сезон 2023 года

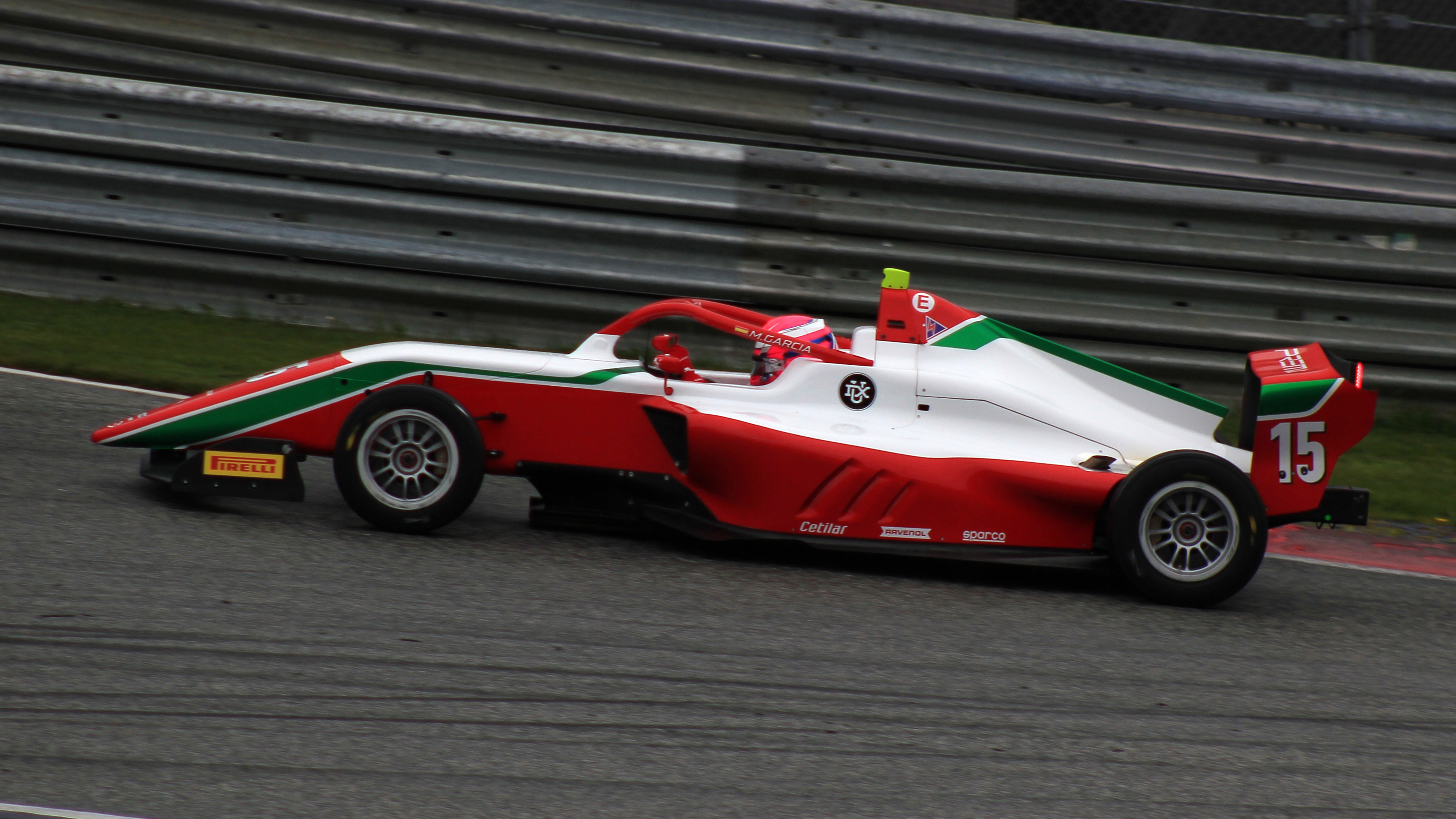
Марта Гарсия на трассе Ред Булл Ринг сезона года

Сезон 2023 года стал первым в истории женского чемпионата, о запуске которого было объявлено в ноябре 2022 года.
Первая гонка из трёх, в рамках этапа в Шпильберге состоялась 29 апреля 2023 года, на трассе Ред Булл Ринг, а финальная, третья, в рамках этапа в Остине 22 октября, на трассе Америк. В общей сложности на европейских трассах было проведено шесть этапов, один этап состоялся на трассе в Америке. Европейские этапы прошли независимо от Гран-при Формулы-1, а этап в Америке состоялся в рамках гонок поддержки Гран-при США. Всего состоялась 21 гонка.
Сезон выиграла испанская гонщица Марта Гарсия из команды Prema Racing. Гарсия семь раз за сезон поднялась на первую ступень пьедестала, дважды приехала на второе место, три раза на третье, семь раз приезжала в очковую зону вне пьедестала и два раза была вынуждена сойти с дистанции. Второе место заняла швейцарка Лена Бюлер, третье место заняла гонщица из Объединённых Арабских Эмиратов Хамда Аль-Кубаиси. Победу в командном зачёте завоевала команда Prema Racing.

### Сезон 2024 года

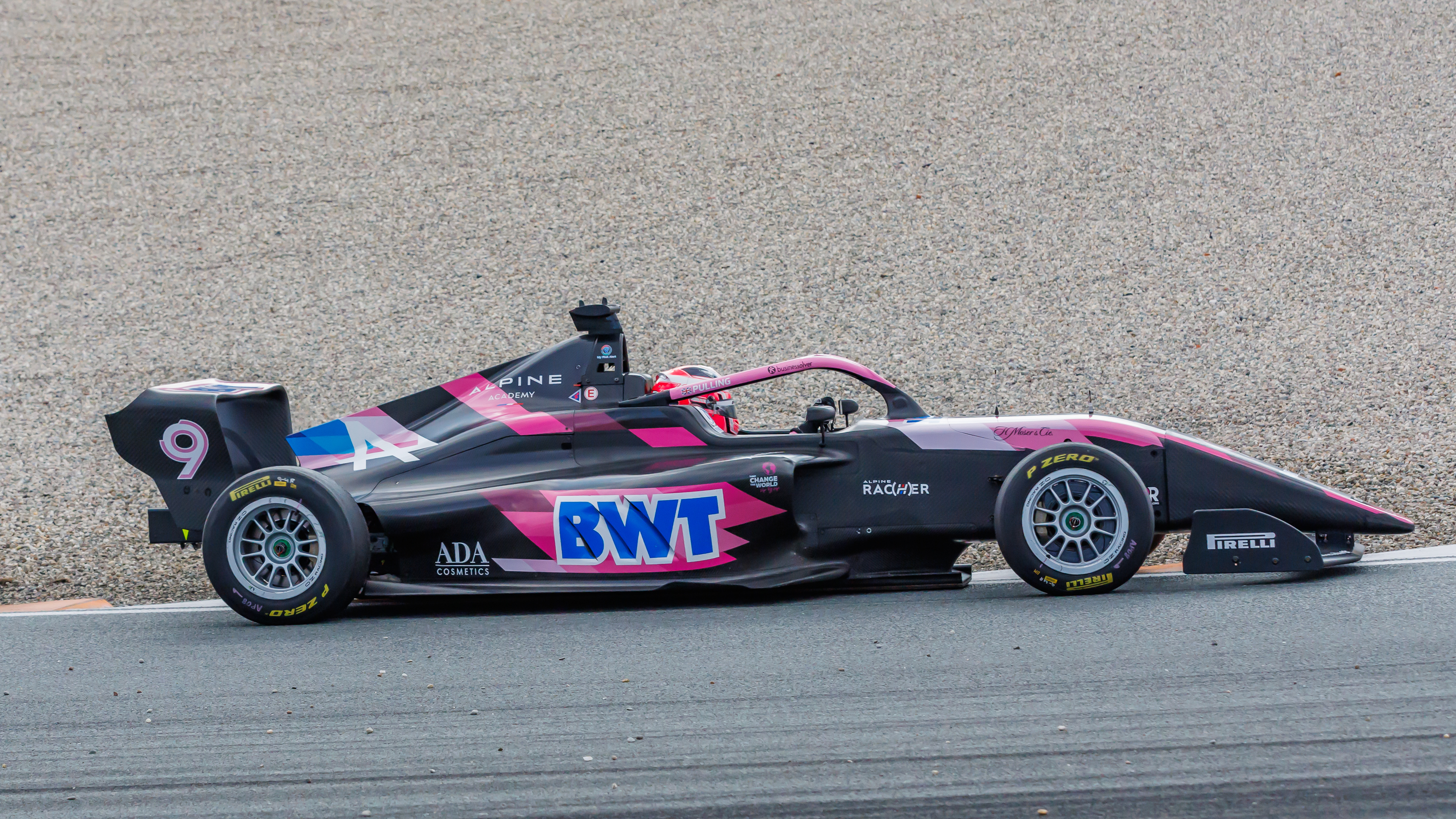
Эбби Пуллинг на трассе Зандворт сезона года

Сезон 2024 стал вторым сезоном женского чемпионата.
С сезона 2024 года каждая команда сотрудничает с командами Формулы-1, и все десять команд, участвующих в чемпионате мира, представлены одной из гонщиц, а оставшиеся пять гонщиц будут представлять других партнёров чемпионата. Незадолго до старта сезона было объявлено, что количество гонок в каждом этапе сократится с трёх до двух, из за слишком плотного графика чемпионата Формулы-1, для которого чемпионат Академия F1 является гонкой поддержки. Таким образам в сезоне 2024 года прошло 14 гонок, а не 21, как это было в предыдущем сезоне 2023 года. Вторая гонка этапа в Лусаил была отменена из за повреждения трассы, после ближневосточного этапа Кубка Porsche Carrera. Однако позднее была добавлена третья гонка к последнему этапу острова Яс. Таким образом количество заездов не изменилось.
Первая гонка первого этапа в Джидде состоялась 8 марта 2024 года, на трассе Джидда,  а финальная, третья, на этапе острова Яс 8 декабря, на трассе Яс Марина. В общей сложности во втором сезоне состоялось семь этапов, по две гонки в первых 5 этапах, в 6 этапе одна, так как вторую отменили и в 7 этапе три, так как добавили ещё одну, а всего четырнадцать заездов. Все этапы состоялись в рамках гонок поддержки чемпионата мира Формулы-1.
Второй сезон выиграла гонщица из Британии Эбби Пуллинг из команды Rodin Motorsport и представлявшая в чемпионате команду Формулы-1 Альпин. Эбби Пуллинг девять раз за сезон поднялась на первую ступень пьедестала, четыре раза заняла второе место и один раз третье. Пуллинг стала единственной участницей в сезоне, которая поднялась на пьедестал во всех четырнадцати заездах. Второй стала француженка Дориан Пен, третье место завоевала гонщица из Нидерландов Майя Вег. Победу в командном зачёте второй год подряд завоевала команда Prema Racing.

### Комментарии
1. ↑  Майя Вег имеет тройное гражданство, помимо Голландского ещё Бельгийское и Испанское.